# Йонець
Йонець (пол. Joniec) — село в Польщі, у гміні Йонець Плонського повіту Мазовецького воєводства.
Населення — 330 осіб (2011).
У 1975-1998 роках село належало до Цехановського воєводства.

## Демографія
Демографічна структура станом на 31 березня 2011 року:
|          | Загалом | Допрацездатний вік | Працездатний вік | Постпрацездатний вік |
| -------- | ------- | ------------------ | ---------------- | -------------------- |
| Чоловіки | 146     | 31                 | 91               | 24                   |
| Жінки    | 184     | 26                 | 86               | 72                   |
| Разом    | 330     | 57                 | 177              | 96                   |